# Первозвановка (Кировоградская область)
Первозва́новка (укр. Первозванівка) — село, центр Первозвановской сельской общины Кропивницкого района Кировоградской области Украины.
Население по переписи 2001 года составляло 546 человек. Почтовый индекс — 27652. Телефонный код — 522. Код КОАТУУ — 3522586601.